# VM i ishockey 2003 (kvinder)
VM i ishockey for kvinder 2003 var det 8. VM i ishockey for kvinder. Mesterskabet blev arrangeret af IIHF og skulle afvikles i fire niveauer. Det egentlige verdensmesterskab (tidligere kaldt A-VM) skulle afvikles i Beijing, Kina i perioden 3. – 9. april 2003 med otte hold, men mesterskabet blev aflyst på grund af udbruddet af SARS-epidemien.
De lavere rækker blev dog gennemført og spillet på forskellige terminer i løbet af foråret 2003:
1. division (6 hold) i Ventspils, Letland i perioden 9. – 15. marts 2003.
2. division (6 hold) i Lecco, Italien i perioden 31. marts – 6. april 2003.
3. division (6 hold) i Maribor, Slovenien i perioden 25. marts – 31. marts 2003.
| VM     | VM                                     |
| ------ | -------------------------------------- |
| Guld   | Aflyst på grund af SARS-epidemi i Kina |
| Sølv   | Aflyst på grund af SARS-epidemi i Kina |
| Bronze | Aflyst på grund af SARS-epidemi i Kina |
| 4.     | Aflyst på grund af SARS-epidemi i Kina |
| 5.     | Aflyst på grund af SARS-epidemi i Kina |
| 6.     | Aflyst på grund af SARS-epidemi i Kina |
| 7.     | Aflyst på grund af SARS-epidemi i Kina |
| 8.     | Aflyst på grund af SARS-epidemi i Kina |

| 1. division | 1. division |
| ----------- | ----------- |
| 9.          | Japan       |
| 10.         | Kasakhstan  |
| 11.         | Tjekkiet    |
| 12.         | Frankrig    |
| 13.         | Letland     |
| 14.         | Nordkorea   |

| 2. division | 2. division    |
| ----------- | -------------- |
| 15.         | Norge          |
| 16.         | Danmark        |
| 17.         | Slovakiet      |
| 18.         | Italien        |
| 19.         | Holland        |
| 20.         | Storbritannien |

| 3. division | 3. division |
| ----------- | ----------- |
| 21.         | Australien  |
| 22.         | Slovenien   |
| 23.         | Belgien     |
| 24.         | Ungarn      |
| 25.         | Sydafrika   |
| 26.         | Rumænien    |

## VM
Otte hold skulle have spillet om verdensmesterskabet (tidligere kaldt A-VM) den 3. – 9. april 2003 i Beijing, Kina. Mesterskabet blev imidlertid aflyst på grund af SARS-epidemien i Kina. Den planlagte gruppeinddeling var følgende:
| Gruppe A |
| -------- |
| Canada   |
| Finland  |
| Tyskland |
| Schweiz  |

| Gruppe B |
| -------- |
| USA      |
| Rusland  |
| Kina     |
| Sverige  |

Eftersom mesterskabet ikke blev spillet, blev der ikke fundet nogen nedrykker til 1. division. Dermed blev VM-gruppen udvidet til ni hold ved næste VM. Som følge heraf blev nedrykningen ligeledes suspenderet i de lavere divisioner.

## 1. division
VM i 1. division blev spillet den 9. – 15. marts 2003 i den lettiskeske by Ventspils. Turneringen havde deltagelse af seks hold, der spiller om én oprykningsplads til VM. Mesterskabet blev vundet af Japan, som dermed rykkede op i VM-gruppen. Nedrykning fra 1. division var suspenderet på grund af udvidelsen af VM-gruppen fra otte til ni hold.
| Dato  | Kamp                   | Res. | Perioder      |
| ----- | ---------------------- | ---- | ------------- |
| 9.3.  | Nordkorea - Japan      | 2-6  | 0-3, 1-2, 1-1 |
| 9.3.  | Letland - Kasakhstan   | 1-6  | 0-1, 0-3, 1-2 |
| 9.3.  | Frankrig - Tjekkiet    | 1-4  | 0-3, 0-0, 1-1 |
| 10.3. | Kasakhstan - Nordkorea | 4-1  | 0-0, 1-1, 3-0 |
| 10.3. | Japan - Frankrig       | 2-1  | 1-1, 1-0, 0-0 |
| 10.3. | Tjekkiet - Letland     | 2-1  | 2-0, 0-1, 0-0 |
| 12.3. | Kasakhstan - Frankrig  | 3-3  | 2-1, 0-0, 1-2 |
| 12.3. | Japan - Tjekkiet       | 8-3  | 2-0, 4-1, 2-2 |
| 12.3. | Letland - Nordkorea    | 5-2  | 4-1, 0-1, 1-0 |
| 13.3. | Tjekkiet - Kasakhstan  | 0-7  | 0-4, 0-2, 0-1 |
| 13.3. | Nordkorea - Frankrig   | 0-3  | 0-2, 0-1, 0-0 |
| 13.3. | Japan - Letland        | 5-0  | 1-0, 2-0, 2-0 |
| 15.3. | Tjekkiet - Nordkorea   | 6-5  | 3-1, 3-2, 0-2 |
| 15.3. | Frankrig - Letland     | 1-0  | 1-0, 0-0, 0-0 |
| 15.3. | Kasakhstan - Japan     | 0-2  | 0-1, 0-1, 0-0 |

| 1. division | Kampe | Mål   | Point |
| ----------- | ----- | ----- | ----- |
| Japan       | 5     | 23-60 | 10    |
| Kasakhstan  | 5     | 20-70 | 7     |
| Tjekkiet    | 5     | 15-22 | 6     |
| Frankrig    | 5     | 9-9   | 5     |
| Letland     | 5     | 07-16 | 2     |
| Nordkorea   | 5     | 10-24 | 0     |

## 2. division
VM i 2. division blev spillet den 31. marts – 6. april 2003 i Lecco i Italien. Turneringen havde deltagelse af seks hold, der spillede om én oprykningsplads til 1. division. Mesterskabet blev vundet af Norge, som dermed rykkede op i 1. division. Nedrykning fra 2. division var suspenderet på grund af udvidelsen af VM-gruppen fra otte til ni hold.
| Dato  | Kamp                       | Res.  | Perioder      |
| ----- | -------------------------- | ----- | ------------- |
| 31.3. | Storbritannien - Slovakiet | 1-8   | 0-5, 0-3, 1-0 |
| 31.3. | Danmark - Holland          | 4-1   | 2-1, 2-0, 0-0 |
| 31.3. | Italien - Norge            | 2-4   | 2-2, 0-1, 0-1 |
| 1.4.  | Slovakiet - Danmark        | 1-2   | 0-1, 1-0, 0-1 |
| 1.4.  | Holland - Italien          | 0-3   | 0-1, 0-1, 0-1 |
| 1.4.  | Norge - Storbritannien     | 8-3   | 1-0, 5-1, 2-2 |
| 3.4.  | Storbritannien - Danmark   | 4-4   | 1-0, 1-2, 2-2 |
| 3.4.  | Holland - Norge            | 1-7   | 0-2, 0-3, 1-2 |
| 3.4.  | Slovakiet - Italien        | 10-00 | 3-0, 2-0, 5-0 |
| 4.4.  | Norge – Slovakiet          | 2-2   | 1-0, 1-1, 0-1 |
| 4.4.  | Danmark – Italien          | 5-4   | 1-1, 2-2, 2-1 |
| 4.4.  | Holland – Storbritannien   | 4-2   | 2-0, 1-2, 1-0 |
| 6.4.  | Slovakiet – Holland        | 2-2   | 0-1, 2-0, 0-1 |
| 6.4.  | Norge – Danmark            | 3-1   | 0-1, 1-0, 2-0 |
| 6.4.  | Italien – Storbritannien   | 4-2   | 0-0, 4-0, 0-2 |

| 2. division    | Kampe | Mål   | Point |
| -------------- | ----- | ----- | ----- |
| Norge          | 5     | 24-90 | 9     |
| Danmark        | 5     | 16-13 | 7     |
| Slovakiet      | 5     | 23-70 | 6     |
| Italien        | 5     | 13-21 | 4     |
| Holland        | 5     | 08-18 | 3     |
| Storbritannien | 5     | 12-28 | 1     |

## 3. division
VM i 3. division blev afviklet i Maribor i Slovenien den 25. – 31. marts 2003. Turneringen havde deltagelse af seks hold, der spiller om én oprykningsplads til 2. division. Mesterskabet blev vundet af Australien, som dermed rykkede op i 2. division. Nedrykning fra 1. division var suspenderet på grund af udvidelsen af VM-gruppen fra otte til ni hold.
| Dato  | Kamp                   | Res. | Perioder      |
| ----- | ---------------------- | ---- | ------------- |
| 25.3. | Ungarn - Belgien       | 0-2  | 0-0, 0-1, 0-1 |
| 25.3. | Rumænien - Sydafrika   | 6-1  | 3-0, 2-0, 1-1 |
| 25.3. | Slovenien - Australien | 4-4  | 2-1, 1-3, 1-0 |
| 26.3. | Australien - Ungarn    | 7-0  | 3-0, 3-0, 1-0 |
| 26.3. | Belgien - Rumænien     | 3-1  | 0-1, 3-0, 0-0 |
| 26.3. | Sydafrika - Slovenien  | 1-6  | 0-2, 1-1, 0-3 |
| 28.3. | Belgien - Sydafrika    | 1-3  | 0-1, 0-1, 1-1 |
| 28.3. | Australien - Rumænien  | 9-1  | 2-0, 1-1, 6-0 |
| 28.3. | Slovenien - Ungarn     | 1-0  | 1-0, 0-0, 0-0 |
| 29.3. | Sydafrika - Australien | 0-8  | 0-2, 0-2, 0-4 |
| 29.3. | Ungarn - Rumænien      | 3-2  | 0-0, 1-0, 2-2 |
| 29.3. | Belgien - Slovenien    | 2-2  | 0-0, 2-1, 0-1 |
| 31.3. | Sydafrika - Ungarn     | 2-2  | 0-0, 2-2, 0-0 |
| 31.3. | Australien - Belgien   | 6-2  | 3-0, 2-1, 1-1 |
| 31.3. | Rumænien - Slovenien   | 1-7  | 0-2, 1-2, 0-3 |

| 3. division | Kampe | Mål   | Point |
| ----------- | ----- | ----- | ----- |
| Australien  | 5     | 34-70 | 9     |
| Slovenien   | 5     | 20-80 | 8     |
| Belgien     | 5     | 10-12 | 5     |
| Ungarn      | 5     | 05-14 | 3     |
| Sydafrika   | 5     | 07-23 | 3     |
| Rumænien    | 5     | 11-23 | 2     |